# All Star Perche
Le meeting All Star Perche est une compétition d'athlétisme en salle de saut à la perche se déroulant chaque année à Clermont-Ferrand, en France. Disputé pour la première fois le 21 février 2016, le meeting est déjà considéré comme l'une des compétitions les plus prestigieuses de saut à la perche au monde.

## Histoire
Ce meeting a été organisé par le perchiste français Renaud Lavillenie (vainqueur de l'édition 2016) pour rendre hommage au Pole Vault Stars de Donetsk en Ukraine après que le Palais des sports Droujba eut brûlé en 2014 lors des affrontements entre les séparatistes pro-russes et les Ukrainiens. Il est également co-organisé par l'Ukrainien Sergueï Bubka, plus grand perchiste au monde.
Lors de l'édition 2018, la compétition est marquée par le concours le plus relevé de l'histoire. Sept hommes franchissent 5,88 m ou plus, ce qui constitue un exploit. Le record du meeting féminin (4,71 m) est très largement battu, pour désormais se situer à 4,86 m. Chez les hommes, la meilleure performance mondiale de l'année est améliorée de 2 centimètres. Le record du monde junior en salle (5,78 m) chez les hommes est également effacé avec 5,88 m, tout comme 3 records nationaux féminins (France, Biélorussie et Ukraine), ainsi que de nombreux records personnels. Au total, 9 records personnels sont améliorés sur un total de 21 participant(e)s.
Lors de l'édition 2023, Armand Duplantis bat son record du monde pour la sixième fois en passant 6,22 m.
L'édition 2025 est marquée par l'amélioration du record du monde avec les 6,27 m inscrit par Armand Duplantis. Renaud Lavillenie efface le record du monde masters avec une marque à 5,91 m. Ce concours surpasse l'édition 2018 puisque six hommes franchissent 5,91 m ou plus devenant ainsi le concours le plus relevé de l'histoire.

## Records du meeting
| Genre  | Performance | Athlète            | Pays | Date            |
| ------ | ----------- | ------------------ | ---- | --------------- |
| Hommes | 6,27 m      | Armand Duplantis   | SWE  | 28 février 2025 |
| Femmes | 4,87 m      | Anzhelika Sidorova | RUS  | 19 février 2022 |

## Palmarès
| Année | Hommes                  | Marque      | Femmes                                            | Marque       |
| ----- | ----------------------- | ----------- | ------------------------------------------------- | ------------ |
| 2016  | Renaud Lavillenie (FRA) | 6,02 m (MR) | Fabiana Murer (BRA)                               | 4,71 m (MR)  |
| 2017  | Shawnacy Barber (CAN)   | 5,83 m      | Sandi Morris (USA)                                | 4,71 m (=MR) |
| 2018  | Sam Kendricks (USA)     | 5,93 m      | Katie Nageotte (USA)                              | 4,86 m (MR)  |
| 2019  | Piotr Lisek (POL)       | 5,93 m      | Angelica Bengtsson (SWE) Anzhelika Sidorova (RUS) | 4,81 m       |
| 2020  | Armand Duplantis (SWE)  | 6,01 m      | Sandi Morris (USA)                                | 4,80 m       |
| 2021  | Renaud Lavillenie (FRA) | 6,06 m      | Holly Bradshaw (GBR)                              | 4,78 m       |
| 2022  | Menno Vloon (NED)       | 5,87 m      | Anzhelika Sidorova (RUS)                          | 4,87 m (MR)  |
| 2023  | Armand Duplantis (SWE)  | 6,22 m (WR) | Amálie Švábíková (CZE)                            | 4,66 m       |
| 2024  | Armand Duplantis (SWE)  | 6,02 m      | Alysha Newman (CAN)                               | 4,83 m (NR)  |
| 2025  | Armand Duplantis (SWE)  | 6,27 m (WR) | Angelica Moser (SUI)                              | 4,76 m       |